# BALAN WONDERWORLD
『BALAN WONDERWORLD』（バランワンダーワールド）は、スクウェア・エニックスより2021年3月26日に発売されたゲームソフト。対応プラットフォームはNintendo Switch・PlayStation 4・PlayStation 5・Xbox One・Xbox Series X/S・PC（Steam）。

## 概要
スクウェア・エニックスの新規IPによる3Dアクションゲームで、同社のアクションゲームブランド「BALAN COMPANY（バランカンパニー）」初タイトルとなる。
スタッフィングについてはディレクションに中裕司、キャラクターデザインに大島直人を起用。
中裕司はコントローラにアダプティブトリガーがあるPS5版を推奨している。
Switch版ではおすそわけプレイに対応。1人目はレオ、2人目がエマを操作する形でプレイできる。
2021年1月28日には体験版が配信され、第1章全アクト、第4章と第6章のアクト1がプレイが可能。更に製品版では、体験版を通じて製品版での操作を効率よく進められるようパッチが発売と同時に配信され、データを引き継ぐと各プラットフォームによって異なる特別なコスチュームを入手可能。現在、体験版の配信を終了しているが、コスチュームは体験版をプレイしていなくてもコマンドを入力する事で入手できるようになっている。

## 開発
「ミュージカル」を選んだ経緯はスクウェア・エニックスからアクションゲームを作るとしたら「ミュージカル」をテーマにするのが良いと思ったのが切っ掛け。
キャラクターデザインに関しては大島が中と一緒に作った時代の気持ちに戻ってテイストを決めた。ゲームの攻略の鍵となる80種類の衣装のデザインは、楽しく感じてもらえる様に主人公の顔が見えるデザインにしている。

## 登場キャラクター
声優は全世界共通のもの。ゲーム中のキャラクターは『バラニーズ』という架空の言語を話す。

### メインキャラクター
バラン (BALAN)
声：鈴村健一
レオとエマをワンダーワールドへと導く、謎のマエストロ。顔が隠れるほど目深に被った真っ白いシルクハットがトレードマークで、いつも笑顔を絶やさない。『バラン劇場』の支配人で、ネガティブな感情に傾きつつあるワンダーワールドの均衡を取り戻す為、レオ/エマに試練を与える。
名前の由来は「バランス」。
レオ・クレイグ (LEO CRAIG)
声：土屋神葉
ティムに導かれ、『バラン劇場』に迷い込んだ15歳の少年。頭に身につけた青いヘッドバンドがトレードマーク。ダンサーになる事を志している。
クールに振る舞っているが、数年前に親友と喧嘩別れして以来、孤独を好むようになり他人と群れる事を嫌う。周りから声をかけられても意に介さず、見て見ぬふりしてしまう。
幾多の心象世界を旅してバランによって現実世界へと戻った後、見て見ぬ振りをしてしまった人達と自ら交流し、かつての親友と同じように明るく振る舞えるようになった。
エマ・コール (EMMA COLE)
声：Lynn 
ティムに導かれ、『バラン劇場』に迷い込んだ15歳の少女。スポーティな装いで、耳には特徴的な形の耳飾りをつけている。
いつも笑顔を絶やさず周りからちやほやされているが、裕福な生活を送っているが故に屋敷のメイド達といった周囲の人々に妬まれ、陰で悪口を言われていると思い込んで心を閉ざしており、耐えられなくなって屋敷を飛び出してしまう。
幾多の心象世界を旅し、バランによって現実世界へと戻った後、不安抱えつつも屋敷へと帰ると実は彼女の為の誕生パーティを周囲の皆が内緒にしていた事を知り、自分が抱えていた不安を振り払う事ができた。

### 12の心象世界の住人
ワンダーワールドに広がる、12個の心象世界を形成した様々な時代・時間軸にて暮らす現実世界の人間達。
立ち直れない程の重い悩みや虚無心を抱え込んだ事で『バラン劇場』に導かれ、それぞれの世界を形成していたが、自分たちの世界を守るためにランスの手引きで心の欠片を手放し、巨大なネガティの姿へと変貌している。レオ/エマの手で元に戻し救われた後は、バランによって元のあるべき世界へと戻っていった。
各ステージ上では僅かに残ったポジティブな感情が幻影として、レオ/エマがゴールに辿り着けるルートを示す様に度々現れ、時には巨大な姿となって冒険を見守る。
ホセ・ガリアルド (JOSE GALLARD)
声：佐藤美一
トウモロコシの農園を営む農夫。第1章のメインキャスト。
家族を養う為にトウモロコシ畑を大事に懸命に育て守り続けていたが、ある日起こった嵐によって壊滅に追い込まれて絶望してしまい、狼型のネガティ「ハウリングウルフ」へと変貌してしまう。
レオ/エマの手で元の姿に戻った後は、嵐で薙ぎ倒されたトウモロコシ畑の中から一株だけ無事だったトウモロコシの株を見つけることができた事で、かつての様な農園を再興する事を決意し、それをやり遂げる事に成功する。
フィオナ・ディミトリア (FIONA DEMITRIA)
声：依田菜津
イルカの事が大好きなダイバーの女性。第2章のメインキャスト。
イルカの事は「友達」だと信じ続けていたが、イルカがじゃれてきた拍子で口に咥えたレギュレーターが外れて溺れてしまい死の淵に立たされた。一命は取り留めるも、それ以来、海を恐れイルカの事が嫌いになり、イルカ型のネガティ「ジェリードルフィン」へと変貌してしまう。
レオ/エマの手で元の姿に戻り、退院した後はそのイルカと再会。お互い誤解で起きた出来事であった事を知ると、またイルカの事を「友達」だと信じ、海で泳ぐことができるようになった。
ユリ・ブランド (YURI BRAND)
声：佐藤美由希
虫の事を愛している、大人しい雰囲気の少女。第3章のメインキャスト。
虫好きを良い事に虫を触りたがらない他のクラスメイトから虫の世話を押し付けられている。懸命に育ててもクラスメイトから気持ち悪がられたりといじめを受けて、自分の好きな事を他人に認めてくれない事に心を塞ぎ込み、芋虫型のネガティ「ブリリアントワーム」へと変貌してしまう。
レオ/エマの手で元の姿に戻った後は、勇気を振り絞って他のクラスメイトに成果を見てもらい、ようやく周囲から自分の好きな事を認めて貰うことができた。
ハオユー・チャン (HAYOU CHANG)
声：佐々木拓真
空を飛ぶことを夢見る機械好きな少年。第4章のメインキャスト。
不可能だと言われていた『人力飛行機で海峡を越える』という夢を実現させる為、納屋を工房に改造して空飛ぶ人力自転車を作ろうとしたが、無謀なものばかりで何度やっても上手くいかず、更には大怪我を負って完全に挫折した事で、戦闘機型のネガティ「ライオットプレーン」へと変貌してしまう。
レオ/エマの手で元の姿に戻った後は、今まで作ったものが無謀で無茶があった物だと気づき、自分が作った紙飛行機を元に一から設計をし直す。そして完成させた空飛ぶ自転車で雄大に空に飛び立ち、自分の夢を叶える事ができた。
サナ・ハドソン (SANA HUDSON)
声：ニケライ・ファラナーゼ
自然を愛している黒人の女性。第5章のメインキャスト。
絶滅危惧種の鳥を研究している大学院生。自然のことを愛しながら研究に勤しんでいたが、土地開発の影響を受けて森が開拓されていってしまう。止めようにも止められない自身の無力さと人間の身勝手さに対する憤りから、鳥型のネガティ「クレイジーバード」に変貌してしまう。
レオ/エマの手で元の姿に戻った後は、人と緑が共存できる街づくりをできないかと運動を起こす。その結果、森林公園のある緑が溢れた街になり、森の生き物達も戻るようになった事で自分の愛する森を守る事ができた。
キャス・ミリガン (CASS MILLIGAN)
声：大地葉
緑色の髪が特徴の少女。第6章のメインキャスト。
かつてふと出会った仔猫の事を可愛がっていたが、ある時に呼びかけた際に仔猫と車が衝突する場面を目撃し、あまりのショックに目を背けて逃げてしまう。それ以来、時間を巻き戻してほしいと罪悪感と後悔を引きずり続け、猫型のネガティ「ファットキャット」に変貌してしまう。
レオ/エマの手で元の姿に戻った後はその仔猫と無事に再会することができ、自分を縛り付けていた罪悪感からようやく解放された。
また、アッティリオが密かに想いを寄せていた女性が、成長した彼女である事が本編や小説版で示唆されている。
カル・スレッシュ (CAL SURESH)
声：河本邦弘
チェスのチャンピオンだった男性。第7章のメインキャスト。
幼い頃からチェスの才能を持ち、数々のチェスの大会で無敗を誇った世界一の実力者だったが、実力があるが故に慢心した事でチャレンジャーの若者に敗北して以来、負けが込むようになった。それでもプライドとチェスの熱意で自分の負けを断固として認めず、過去の栄光に縋り続けた事であらゆる物を失って荒み切り、王様型のネガティ「キングフォートレス」に変貌してしまう。
レオ/エマの手で元の姿に戻った後は、悔しさで自棄になって投げ捨てたチェスを拾い集めた子供とチェスに興じ、純粋に楽しみ悩むその子供の姿を見て、自分がチェスに勝利に拘り続けて楽しめていなかった事に気づき、今度は勝ち負けに拘らずに楽しむ為のチェスを興じる事ができる様になった。その後は自宅の一部を教室に改装して、チェスを子供達に教える講師として第二の人生を歩んでいる。
イーベン・ビア (IBEN BIA)
声：嶋村侑
物憂げな雰囲気を漂わせる美しい女性。第8章のメインキャスト。周囲を避けるように常にパーカーを被っている。
両親と婚約者に囲まれながら幸せな暮らしを送っていたが、とあるクリスマスの日に両親を事故で亡くしてしまう。更に悲観に暮れる彼女を心配する婚約者にも愛想を尽かされ、立て続けに愛する者を失った悲しみで愛そのものを拒絶して身も心も塞ぎ込み、死神型のネガティ「テラーリーパー」に変貌してしまう。
レオ/エマの手で元の姿に戻った後は、恋人からもらった結婚指輪を見て、自分のことを愛してくれている存在がいる事を改めて気づいた事で立ち直り、ずっと心配してくれていた恋人と結婚。新しい「愛」を育む事を決め、自分の子供を授かる。
アッティリオ・カッチーニ (ATTILIO CACCINI)
声：鵜澤正太郎 
遊園地『クリスマス・ローズ・パーク』でピエロの着ぐるみに扮した青年。第9章のメインキャスト。
パーク内のパレードにて、助けられたお姫様に扮したキャスに一目惚れし、告白する事を決めた。ただ恥ずかしがり屋でピエロの着ぐるみ越しでしか話せず、勇気を出せない事に自分を追い詰めてしまい、女王型のネガティ「ナイトメアプリンセス」に変貌してしまう。
レオ/エマの手で元の姿に戻った後は、自ら着ぐるみを脱いでキャスの乗るゴンドラに乗り込み、自分の本当の顔でプロポーズする事ができた。
ルーシー・ウォン (LUCY WONG)
声：きそひろこ
ふくよかな体型の女性画家。第10章のメインキャスト。
彼女が描く絵画は常に周囲からの称賛を集め、絵画の制作に勤しんでいた。だが、いつしか評価ばかりを気にして作品の出来に納得が出来ず、気づけばキャンパスが真っ黒になる程、スランプに陥ってしまう。それでも周囲から期待される事と作品の模索の板挟みに苦しみ、タコ型のネガティ「ペインクラーケン」に変貌してしまう。
レオ/エマの手で元の姿に戻った後は、自分が描き殴った絵の中にふと落ちていた一つの作品を見た事で自分の原点に立ち返り、憑き物が落ちた様に気持ちの赴くまま描き上げた作品で、再度称賛と自分の本当に描きたいものを取り戻す事ができた。
アイス・グローヴァー (EIS GLOVER)
声：綿貫竜之介
新米の消防士。第11章のメインキャスト。
幼い頃からヒーローに憧れており、その夢を叶える為に消防士の職に就いた。しかし、いざ現場に出てみると燃え盛る炎を見て恐怖で足がすくみ、理想と現実のギャップにショックを受け、ドラゴン型のネガティ「ドラゴンハイドラント」に変貌してしまう。
レオ/エマの手で元の姿に戻った後は、燃え続ける炎の前で決死の覚悟で取り残された子供の救助と鎮火をやり遂げ、自分の思い描く「ヒーロー」に一歩近づけた。
ブルース・ストーン (BRUCE STONE)
声：多田野曜平
ゴミを拾い続ける初老の男性。第12章のメインキャスト。
自身の暮らす街で綺麗にしようとゴミ拾いに勤しんでいるが、いくら綺麗にしても周囲の人々がゴミを捨てていき、呼びかけても意に返してくれず、まるで見えない透明人間の如く存在を感知してくれないと孤独と行っている事の虚しさを感じ、掃除機型のネガティ「インビジブルフーバー」に変貌してしまう。
レオ/エマの手で元の姿に戻った後も、めげずにゴミ拾いを続けていたところ、少しずつ自分の行動に感化され手伝ってくれる人達が徐々に増え始め、気づくと自分の周りにたくさんの人が集まる様になり、自分の存在を証明することができた。

### ネガティ
声：佐藤美由希
英語表記は「NEGATI」。今作の敵勢力。現実世界の人間の心の悩みや弱さが具現化したネガティブな感情の化身である怪物。様々な姿形をしていて、一般的なネガティは模様の入った黒い体と仮面状の白い顔を持つ。
『ダークネスタイム』の番人で現実世界の幸せな感情を止める事を行動原理として12の心象世界に跋扈し、レオ/エマの冒険の行く手を阻む。
ランス (LANCE)
声：櫻井孝宏
ネガティを統率し、ワンダーワールドにて災いを振りまく邪悪なる存在。かつて現実世界で起こった戦乱の影響でワンダーワールドがネガティブな感情に大きく傾いた際に生まれたネガティブの化身。バランによく似た細身な身体で背中から8本の触手が蠢いている。
ワンダーワールドに訪れた人間を心の闇に閉じ込めて、ネガティへと変貌させており、心象世界を冒険するレオ/エマを妨害すべく幾度も現れる。その正体は出会いと別れが辛くなり、闇に呑まれたバランだが、12人の心象世界の住人とは違いバランの場合はワンダーワールドにはバランが必要なため、また新しいバランが生まれる事が小説版で示唆されていた。
バランと同じく、名前の由来は「バランス」。
ダークランス
レオ/エマに追い詰められたランスが、無数のネガティを取り込んで完全なネガティブの化身たる姿へと変貌した姿。
竜の頭蓋骨の様な醜悪な顔立ちを持った魔神の様な姿を持ち、見るものを圧倒する程、他のボスクラスネガティのサイズを遥か超えた巨体を持つ。
背中の装飾を変形させて放つ強烈なレーザーでステージを焼き尽くし、絶え間なく衝撃波を発生させるパンチや光弾など、多彩で苛烈な攻撃で蹂躙し尽くす。
弱点は周囲を飛び回る四つのコア。レオ/エマが救った人々の心が変化した衣装の力で破壊する必要がある。

### ボスクラスのネガティ
各心像世界の奥底に潜む、世界を形成した住人達が大事にしている心の欠片を自ら手放した事で変貌した、心の成れの果ての姿。闇に囚われた人物に関連したものが反映され、キャストの要素を複数併せ持つキメラのような姿が特徴。
ボスには攻略パターンがあり、それぞれ異なる方法でダメージを与えるとクリア後にバランスタチューが手に入る。弱点の色は赤色で示されていることが多い。3回ダメージを与えると、ボスが元の姿に戻りミュージカルらしく主人公とダンスする。
ハウリングウルフ　 (BARKTHLOMEW)
嵐によって全てを奪われたホセの心のなれ果てである、オオカミ型のネガティ。ドラゴンのようなツノを生やしたオオカミの姿をしており、胴体部分は青緑色の炎が揺らめいている。
上半身を高速回転させる事で起こす竜巻や、大ジャンプから繰り出すヒップドロップで縦横無尽に暴れ回る。自身が出現させた杭に登っているときは、口から緑色のブレスを放つ。
ジェリードルフィン　(ANJELLICA)
イルカの事を信じられなくなったフィオナの心の成れの果てである、イルカ型のネガティ。その名の通りイルカとクラゲを掛け合わせた、踊り子のような姿をしており、腕をひらひらと動かしながら踊る仕草を見せることがある。
常に崩壊を繰り返すフィールド上で寄せ付けられないよう、ヒレを動かす事で水流を起こしたり、電流を帯びたクラゲを呼び出す。直接ダメージを与えられないフィールドで戦いを挑んでくる為、ジェリードルフィンの攻撃を利用する事が攻略の鍵となる。
ブリリアントワーム　(WORMSWORTH)
好きなものを認められないユリの心の成れの果てである、芋虫型のネガティ。芋虫の胴体に、蝶やカマキリといった複数の昆虫の要素を併せ持つ。蛇腹状の胴体は非常に長く、その全貌は窺い知る事は出来ない。
鋭い鎌をブーメランのように飛ばしたり、口から玉や蜘蛛の巣玉を吐いたりしてくる。鎌は消滅してもすぐに再生する。弱点は腹部だが、常にぶら下がっている状態なので直接攻撃が届かない為、地形やブリリアントワームの攻撃を利用しながらダメージを与える必要がある。
ライオットプレーン　(WORVILLE WRIGHT)
夢を実現できないチャンの心の成れの果てである、戦闘機型のネガティ。戦闘機が怪物化したかのような姿を持ち、翼は飛行する時に大きく伸びる。
空中からプロペラや鋼鉄のキューブを上空から降らしたりと空襲を仕掛ける。弱点は鼻で、鼻先の風船を割ってフィールドに落とし、気絶している間に踏み付ける必要がある。
クレイジーバード　(CUCKOO)
自身の無力さに打ちひしがれたサナの心の成れの果てである、鳥型のネガティ。ひび割れた卵から飛び出したけばけばしい体色の怪鳥という出で立ちを持ち、舌はカメレオンのように長く伸びる。
長い舌で巣箱を叩きつけたり、毒液が入った卵を産み落として攻撃を仕掛ける。大きく翼を動かす動作をすると複数の竜巻を呼び起こす。弱点は腹部で、腹部を覆う卵の殻が鎧の役割を果たしているため、それを破壊する事でダメージが与えられるようになる。
ファットキャット　(PURRLA)
罪悪感に苛まれたキャスの心の成れの果てである、猫型のネガティ。丸っこい猫の姿をしており、腹部には大きな時計が備わっている。両腕は胴体から独立している。
その大柄な体とは裏腹に空中歩行や衝撃波を発生させるジャンプ、独立した腕からロケットパンチを繰り出し、時間を操る能力で動きを停止できるなど多彩な能力の持ち主。弱点は普段は蓋で覆われている、お腹の時計。
キングフォートレス　(FORTSTOPHER Ⅳ)
かつての栄光に縋り続けるカルの心の成れの果てである、小型の王様型の個体と巨大な要塞型の個体からなる2体で1組のネガティ。
チェス板のフィールドでチェスの駒や巨大なナックル、ミサイルを放って攻撃する。殆どの戦闘は要塞型の個体が全てを担っている一方、王様型の個体は戦闘力が皆無かつ臆病で攻撃を受けて弾き出されるとすぐに逃げ回る。尚、王様の個体がこのネガティの弱点になっている。
テラーリーパー　(THE GLIM CREEPER)
愛するものを失い、愛を恐れるようになったイーベンの心の成れの果てである、死神型のネガティ。鹿の頭蓋骨を被り、下半身が氷の結晶になった呪術師のような姿をしており、心臓であるコアを守るように豪華な装飾が胸部に施されている。如何にも性別は男性らしいが、これはイーベンの婚約者の要素も混じっているので変貌した元のため声質は女性に近いようである。
鋭い氷柱や形が定間隔で変わる氷のローラー、プレイヤーを凍りつかせる冷気を吹き付けたりと、死へと誘うかのように襲いかかる。弱点は胸部に守られているコアで、攻撃を与えて気絶させるか露出している際に攻撃する必要がある。
ナイトメアプリンセス　(PRINCESS MARIY)
勇気を出すことができないアッティリオの心の成れの果てである、女王型のネガティ。ロングドレスを着た女王のような姿をしており、大砲が備わった台座となっている下半身には巨大なピエロの様な顔が存在する。アッティリオが想いを寄せるキャスの要素も混じっていて、遊園地のゴンドラに乗っている姿を体現している様にも見える。如何にも女性らしい姿だが、変貌した元のため声質は男性に近い。
常に回転するフィールドで目で追いつけない程の高速移動で翻弄し、毒沼を発生させる押し潰しや大砲、回転木馬などを用いて攻撃してくる。弱点は下半身の顔の鼻。
ペインクラーケン　(INKABELLE)
自分を見失ったルーシーの心の成れの果てである、タコ型のネガティ。額縁から溢れ出すドロドロの絵の具でタコの姿を形成したような姿をしている。
無数の歪んだ額縁で形成され、一部が透明化して見えない足場の悪い筒状のフィールドが形成された空間内で、赤黒いペンキや棘付きの額縁、絵の具でできたウサギのような怪物を放って攻撃してくる。弱点は普段は筆で覆われている頭頂部。
ドラゴンハイドラント　(THE HYDRAC)
恐怖で怖じ気付いたアイスの成れの果てである、ドラゴン型のネガティ。消火栓の体を持った三つ首のドラゴンの姿をしている。左右のドラゴンの頭部が引っ付くとブルドーザーのブレードの様な形状になり、プレイヤーの攻撃を受け止める事が可能。
体に備わった噴射口から火炎放射、熱された岩石を撒き散らしたり、複数のブロックを作り出して多方向に飛ばしたりと周囲を焼き尽くさんばかりの猛攻を仕掛けてくる。噴射口から周囲を囲む様に溶岩の海を作り出し、プレイヤーが近づけない様にしてくる。弱点は兜に守られている頭部。
インビジブルフーバー　(HOOVERTON)
孤独を感じたブルースの心の成れの果てである、掃除機型のネガティ。掃除機の周りに包帯や電源プラグといった様々な部品が寄せ集まり、竜のような姿を形成している。長い首であらゆるものを吸い込み、姿を透明化する能力を有する。
プラグを出現させてブロックのステージを吸引してそれをガラクタとして吐き出したり、電流が流れるパンチといった攻撃でステージを破壊し尽くそうと暴れ回る。弱点は腹部にあるコアで、攻撃によっては両腕にコアが移動する事がある。

### その他
ティム (TIM)
声：木野日菜
ポジティブな感情で形成された「ティムズエリア」に生息するヒヨコのような生き物。現実世界の幸せな感情の化身である『ハピネスタイム』の守護者。
個体によって体色が異なり、ウサギや猫のような耳がついているものもいる。現実世界の人間たちの感情の偏りによって個体数が変動する。ティムがいなくなる事はポジティブな感情が無くなってしまうことを意味し、今のワンダーワールドではネガティブな感情に偏っている影響で自力でドロップを獲れなくなるほど力が衰えてしまっている。
名前の由来は「time(時間)」。
- その他の声優
  - 青山玲菜
  - 荻野葉月
  - 地蔵堂武大
  - 蒔村拓哉
  - 三浦千幸
  - 渡辺理沙

## システム

### コスチューム
各ステージに配置されている、ワンダーワールドの住人である「キャスト」の力を宿す衣装。それを身につけることで様々な能力を使えるようになり、ステージ攻略の鍵となる。また、レオ/エマの姿のままだと敵にダメージを与えられないので、敵と戦う時にも衣装の力が必要になる。
衣装を纏うには、ステージに落ちている鍵を使って「キャスト」の顔が映し出されているコスチュームボックスを解錠する必要があり、鍵を持っていれば何度でも解錠が可能。
手に入れた衣装は最大3つまでストック可能。最大数を超えると自動的に手に入れた衣装に入れ替わってしまうが、各セーブポイントに出現する更衣室にて衣装の変更ができる。ダメージを受けると現時点で着ている衣装は消滅する。
能力を使える衣装に以外にも、各ステージに一つだけボーナスゲームをプレイできる特殊なコスチュームが存在している。こちらはミニゲームを終了した時点で消滅する。
衣装を着る変身中は無敵であるため、とっさの緊急回避に別の衣装に切り替えてダメージを回避する、という方法も可能。
| 衣装名                       | 概要                                                                                         |
| ---------------------------- | -------------------------------------------------------------------------------------------- |
| トルネードウルフ             | オオカミの衣装。身体を高速で回転させるトルネードジャンプで、敵や竜巻を跳ね返せる。           |
| ジャンピングジャック         | カンガルーの衣装。ジャンプ中にボタンを押すとバタ足ジャンプができ、滞空時間が延びる。         |
| メタルバッドボーイ           | ギタリストの衣装。ジャンプするとギターの音が鳴る。ステージ上のお立ち台で演奏するための衣装。 |
| エラスティプラント           | 鉢植えの衣装。一定時間、体が伸びて高い位置にあるアイテムが取れる。                           |
| デインティドラゴン           | ドラゴンの衣装。ボタンを押すとブレスを放てる。ボタン長押しで連続ブレスを放てる。             |
| パウンディングピグ           | ブタの衣装。ジャンプ中にボタンを押すとヒップドロップを繰り出せる。杭やブロックの破壊が可能。 |
| スーパースケーター           | ローラースケートの衣装。ボタン長押しで力を溜め、離すと超高速で走行できる。                   |
| ダイナミックドルフィン       | イルカの衣装。水流を華麗に泳げる。水流越しでもジャンプができる。                             |
| ジェリージョルト             | クラゲの衣装。水流を泳げるほか、電撃ジャンプで敵を攻撃できる。電気のダメージを受けない。     |
| テレーポッター               | 魔人の衣装。テレポートで瞬間移動し、薄い壁をすり抜けられる。                                 |
| ダブルジャンパー             | 悪魔の衣装。ジャンプ中にボタンを押すと、もう一回ジャンプできる。                             |
| バブルブロワー               | 葉っぱの衣装。ボタン長押しで泡を作り、上に乗って移動できる。                                 |
| リープフロッグ               | カエルの衣装。着地時にタイミングよくボタンを押すと、より高くジャンプできる。                 |
| ウェブラングラー             | クモの衣装。蜘蛛の巣に張り付いて移動できる。蜘蛛の巣に縛られない。                           |
| イッツィビッツィエルフ       | モモンガの衣装。体が縮小化して、普段通れない小さいゲートを通れるようになる。                 |
| ラブリーランタン             | ホオズキの衣装。定間隔で点滅を繰り返すランタンで暗所を照らせる。                             |
| シクルスリンガー             | カマキリの衣装。腕のカッターをブーメランのように飛ばせる。連発すると3投目の飛距離が伸びる。  |
| ダスクバタフライ             | チョウの衣装。背中の羽で飛行できる。夜のステージだと長く飛ぶ事ができる。                     |
| バレットザキッド             | ガンマンの衣装。ボタン長押しで標準を合わせ、敵を狙撃して攻撃できる。                         |
| ソアリンシープ               | ヒツジの衣装。ボタン長押しで、体を膨らませてホバリングできる。風が吹く場所だと浮かび上がる。 |
| エアロアクロバット           | コウモリの衣装。空中からキックを繰り出せる。宙に浮かぶ風船にキックすれは移動も可能。         |
| レーザーランチャー           | ロボットの衣装。立ち止まるごとに、胸から3方向のレーザーを発射して攻撃できる。                |
| ボックスフォックス           | キツネの衣装。アイアンボックスに一定時間繰り返しで変身する。変身中は無敵。                   |
| ハッピーホルン               | ホルンの衣装。ジャンプするとホルンの音が鳴る。ステージ上のお立ち台で演奏するための衣装。     |
| ギアキング                   | 歯車の衣装。巨大な歯車があるスイッチを回し、装置を動かせる。                                 |
| ガーディアンバード           | 鳥の衣装。ジャンプ中にボタンを押すと風を放つ。竜巻を跳ね返せる。                             |
| リックショットリザード       | カメレオンの衣装。宙に浮かぶリックショットの実に舌を伸ばし、実の先へと移動できる。           |
| ラッキーエッグ               | ヒヨコの衣装。広範囲のアイテムを呼び寄せる。衝撃を受けると自動的に無くなってしまう。         |
| ホットヘッド                 | 松明の衣装。頭の炎で火を灯したり、導火線を着火できる。                                       |
| シクルスレイヤー             | カマキリの衣装。巨大な刃をブーメランのように飛ばせる。鉄・氷ブロックを破壊可能。             |
| ラッキーバード               | ニワトリの衣装。近距離のアイテムを呼び寄せる。                                               |
| ギアプリンス                 | 歯車の衣装。小さい歯車のあるスイッチを回し、装置を動かせる。                                 |
| パンプキンパンチャー         | カボチャの衣装。ロケットパンチを繰り出せる。連発すると3発目の飛距離が伸びる。                |
| パウンディングダック         | アヒルの衣装。広範囲の衝撃波を発生させるヒップアタックを繰り出せる。                         |
| クロノバニー                 | ウサギの衣装。時間が停止した世界に繋がるゲートを行き来できる。時間停止の影響を受けない。     |
| エアキャット                 | ネコの衣装。少しの間、空中を歩けるようになる。                                               |
| リーサルバキュームブラスター | 掃除機型の恐竜の衣装。遠くのアイテムや敵を吸い込める。吸い込んだ敵を吐き出して攻撃できる。   |
| フローティフラワー           | 花の衣装。ボタン長押しで、空中をゆっくりと滑空できる。                                       |
| クアッドキャノン             | チェスのキングの衣装。立ち止まるごとに4方向から砲弾を放てる。                                |
| スピーディチーター           | チーターの衣装。一定時間ごとに超高速で走る事ができる。                                       |
| タックリングブル             | ウシの衣装。敵やブロックを吹き飛ばすタックルを繰り出せる。                                   |
| パラディンパンチャー         | 騎士の衣装。アイアンパンチを繰り出せる。鉄・氷ブロックを破壊可能。                           |
| トリプルジャンパー           | 悪魔の衣装。ジャンプ中にボタンを押すと、連続で2回ジャンプできる。                            |
| シールスケーター             | アザラシの衣装。氷の上を滑って移動できる。                                                   |
| フロストフェアリー           | 妖精の衣装。氷の足場を作り出して空中を歩行でき、少し高い場所に移動できる。                   |
| アマデウス                   | 音楽家の衣装。ジャンプするとピアノの音が鳴る。ステージ上のお立ち台で演奏するための衣装。     |
| フロストジャイアント         | 雪男の衣装。雪玉を吐いて敵を氷漬けにする。敵の攻撃で凍結しない。                             |
| ハーディハンマー             | ゴーレムの衣装。鋼鉄の様な氷のハンマーで攻撃できる。ボタン長押しで回転攻撃になる。           |
| リーサルレーザーランチャー   | ロボットの衣装。立ち止まるごとに、貫通レーザーを発射して攻撃できる。                         |
| レールランナー               | 機関車の衣装。レールの上を高速で走れる。方向転換は不可能。                                   |
| スロウトータス               | カメの衣装。対象の動きを一定時間遅くする「スロウ弾」を放てる。                               |
| ハッピーブラスター           | ピエロの衣装。体を風船のように膨らませ、破裂で広範囲を攻撃できる。爆弾のダメージを受けない。 |
| アイアンパンダ               | パンダの衣装。ジャンプすると体を鋼鉄のように硬質化できる。坂道では転がれる。                 |
| パウンディングロボット       | ロボットの衣装。衝撃波を発生させるヒップドロップを放てる。鉄・氷ブロックを破壊可能。         |
| メリーゴースト               | 幽霊の衣装。浮遊しているので、トゲや毒沼等のダメージのあるトラップを無視して移動できる。     |
| ムーンウォーカー             | 月の衣装。移動するごとに周囲の動きを停止させる。時間停止の影響を受けない。                   |
| エックスレイエイプ           | サルの衣装。普段は見えない足場やアイテムを見れるようになる。                                 |
| インキーブラスター           | タコの衣装。インクを放って攻撃できるほか、ステージのキャンパスを塗ることができる。           |
| スニーキーリザード           | ヤモリの衣装。ボタン長押しで標準を合わせ、大きいドロップがある場所に瞬間移動できる。         |
| エアユニコーン               | ユニコーンの衣装。ボタン長押しで空中を長時間歩行でき、遠方の場所に移動できる。               |
| ダブルトラブル               | ウサギの衣装。肉体と魂を分離して行動できる。ダメージを受けない。                             |
| ドーンバタフライ             | チョウの衣装。背中の羽で飛行できる。昼のステージだと長く飛ぶ事ができる。                     |
| ブルドーザー                 | ブルドッグの衣装。専用の黄色ブロックを凄まじい怪力で動かせる。ボタン連打で速く動かせる。     |
| ウォーターブラスター         | 消火栓の衣装。水冷弾を腕から放てる。ステージ上の溶岩を冷やし固めて足場にできる。             |
| キーマウス                   | ネズミの衣装。手元に鍵がなくても、尻尾の鍵でコスチュームボックスを開錠できる。               |
| ラダーマン                   | 梯子車の衣装。長い梯子を掛けて進める。梯子を倒す事でダメージを与えられる。                   |
| フレイムブラスター           | ライオンの衣装。ファイアボールを放って攻撃できる。溶岩や火柱など、炎のダメージを受けない。   |
| アイアンアポロ               | 宇宙飛行士の衣装。ボタン長押しで上昇でき、ロケット状の頭で真上の障害物を壊せる。             |
| エアリーアポロ               | 宇宙飛行士の衣装。ボタン長押しで、より高く上昇できる。                                       |
| バキュームブラスター         | 掃除機型の恐竜の衣装。アイテムや敵を吸い込める。吸い込んだ敵を吐き出して攻撃できる。         |
| インビジブルマン             | 透明人間の衣装。一定時間ごとに姿を透明化し、敵に気付かれなくなる。                           |
| ジョルトタイガー             | トラの衣装。立ち止まるごとに放電し、敵を感電させる。電気のダメージを受けない。               |
| フィクサーアッパー           | 僧侶の衣装。一部の壊れたものを修復することができる。                                         |
| サンウォーカー               | 太陽の衣装。立ち止まるごとに周囲の動きを停止させる。時間停止の影響を受けない。               |
| エアダブルトラブル           | ウサギの衣装。肉体と魂を分離して行動でき、ボタンを押すと上昇する。ダメージを受けない。       |
| ゴルファー                   | ゴルフの衣装。専用のミニゲーム「ホールインワン・チャレンジ」にチャレンジできる。             |
| ベースボーラー               | 野球の衣装。専用のミニゲーム「バッティング・チャレンジ」にチャレンジできる。                 |
| フットボーラー               | サッカーの衣装。専用のミニゲーム「フリーキック・チャレンジ」にチャレンジできる。             |
| ボウラー                     | ボウリングの衣装。専用のミニゲーム「ボウリング・チャレンジ」にチャレンジできる。             |
| バラン                       | バランの衣装。普段より高くジャンプでき、ボタン長押しで一定時間飛行できる。                   |
| ブルーランチャー             | ロボットの衣装。砲台から図形が散らばる青い弾を放てる。PlayStation 4・5版限定。               |
| スターランチャー             | ロボットの衣装。砲台から星型の弾を放てる。Nintendo Switch版限定。                            |
| エックスランチャー           | ロボットの衣装。砲台から「X」状の弾を放てる。Xbox One・Xbox Series X/S版限定。               |
| スチームランチャー           | ロボットの衣装。砲台からバルブ型の弾を放てる。Steam版限定。                                  |

### ティムズエリア
12の心像世界を繋げる中心のエリアで、冒険の拠点となる場所。冒険を手助けしてくれる不思議な生物・ティムの育成が出来る。
また、ティムの数が増えていくとティムタワーの建造や大時計『ハピネスクロック』の修復など、ティムズエリア自体も殺風景な野原からどんどん発展していく。
ティムの育成
ティムの育成は、ステージにたくさん散らばっている人間の感情が詰まった欠片「ドロップ」を食べさせる事で育成が可能。与えたドロップの色に準じた色と冒険をサポートする能力が変化する。育てたティムはステージごとにランダムに5羽選出されるが、ティムを手に持った状態でステージ行くと連れていける。能力は以下の通り。
黄色
ステージでの効果はないが、ティムタワーのメーターを増やしやすくしてくれる。
水色
ステージ上の、ダメージのあるトゲのトラップを壊してくれる。
赤色
ネガティにダメージを与えてくれる。
桃色
ドロップや卵などのアイテムを持ってきてくれる。
数を増やすにはステージ上や巨大なティムに別のティムをぶつけると出てくる卵で孵化、増やす事で増加が可能。最大256羽まで増やせる。

### バランスタチュー
バランを象った黄金の像。今作における収集要素の一つ。各ステージに複数点在していて、一定数集めると新たな心象世界が解禁される。
バランチャレンジやボスを倒す事でも手に入る。

### バランチャレンジ
各チャプターの何処かにある黄金のシルクハットに触れると発生するミニゲーム。バランの力の断片を使う方ができる。
プレイヤーはバランを操作してタイミングよくボタンを押し、迫り来る障害物を破壊する。結果によって持っているドロップが増えるほか、全て高評価でクリアするとバランスタチューが手に入る。

### フォトモード
ゲーム中の場面を撮影できるモード。自由にカメラを操作して自分好みのオリジナルの写真を作成が可能。

## チャプター
レオ/エマが冒険する、各心象世界の住人が作り出した、その住人にとっての理想の世界。自分の世界を守るかの様にさまざまな仕掛けやトラップなどが点在している。
チャプターはそれぞれアクト1、アクト2が存在し、踏破すると心象世界の奥底に潜むボスネガティと挑戦できる仕組みになっている。また、一定の条件を満たすとAIによって難易度が調節され、普段とは違う場所にアイテムや仕掛けがあったり、敵の強さが変動したりする。
ステージをクリアすると総評を表すスタンプが押され、評価は順に青、黄、赤の3色。評価が低くても高評価でステージをクリアすればスタンプが上書きされる。
クリア後には心象世界を作った人間達が現実世界へと戻り、キャストがいなくなった影響で消滅していく心象世界が舞台となる隠しステージ「アクト3」が解禁される。
第1章『嵐と戦う男』
- ボス：ハウリングウルフ

嵐と戦ったホセの物語。うねる大地や巨大な作物で形成された、美しいトウモロコシの農園が広がるホセの心象世界を冒険する。
「オオカミ」や「ブタ」といった陸上に暮らす生物をモチーフにした衣装が多い。
第2章『イルカとダイバー』
- ボス：ジェリードルフィン

イルカの事が大好きだったフィオナの物語。広大な大海原が広がる海底遺跡を舞台としたフィオナの心象世界を冒険する。ステージ上にはブロック状の水流が点在している。
水流も軽々と進める海洋生物をモチーフにしたものや跳ぶことを連想させる衣装が多い。
第3章『虫愛でる少女』
- ボス：ブリリアントワーム

虫の事を愛しすぎてしまったユリの物語。森と学校用具が入り混じった、様々な虫が生息する薄暗くて神秘的な世界であるユリの心象世界を冒険する。タイミングよく押すと高くジャンプできるキノコのジャンプ台や辺り一面を一瞬で夜にするスイッチなど、個性的な仕掛けが多く配置されている。
昆虫や森に生きる生物をモチーフにした衣装が多い。
第4章『風になりたい少年』
- ボス：ライオットプレーン

空を飛ぶのを夢見るチャンの物語。自転車といった廃材の残骸だらけの、金属製の浮遊島が連なるチャンの心象世界を冒険する。ステージ上にはクジラのような浮遊島が雄大に泳ぐように飛んでいる。
空を飛べたり、金属をモチーフにした衣装が多い。
第5章『鳥を見守る女性』
- ボス：クレイジーバード

自然を見守るサナの物語。鬱蒼とした森林が広がり、鳥の巣箱のように木造の建造物が所狭しと建てられているサナの心象世界を冒険する。そこかしこに一定の仕掛けを解かないと進めないゲートが多く配備されている。
森に生息する生物をモチーフにした衣装が多い。
第6章『仔猫と少女』
- ボス：ファットキャット

仔猫と出会ったキャスの物語。可愛らしいモチーフが配置された、機械仕掛けの街がそびえるキャスの心象世界を冒険する。機械を動かせるものや、特殊なアクションを使える衣装が多い。
第7章『栄光が忘れられない元チャンピオン』
- ボス：キングフォートレス

過去の栄光を忘れられないカルの物語。チェスの要素が目を引く、高低差が激しいフィールドが広がるカルの心象世界を冒険する。
「キング」「ナイト」といったカルの特技のチェスの駒を思わせるものや、高低差があっても飛行出来たり、広範囲のフィールドでも走り抜けられたりとステージに対応できる衣装が多い。
第8章『愛することを怖がる女性』
- ボス：テラーリーパー

愛を恐れるイーベンの物語。かつての両親と過ごした幸せな日々の品々が点在し、彼女の心を体現したかのような凍てつく氷の世界であるイーベンの心象世界を冒険する。辺り一面が凍っているので、ほとんどの衣装は滑ってうまく操作できなくなる。
氷をモチーフにしたものや「アザラシ」や「雪男」といったそれを連想させる生物の衣装が多く、このステージで手に入る殆どのものは氷の上でも滑らず普通に移動できる特徴がある。
第9章『プリンセスに恋した男性』
- ボス：ナイトメアプリンセス

恋心を伝えられないアッティリオの物語。様々なアトラクションが見るものの心を躍らせる、ネオンに彩られた遊園地のアッティリオの心象世界を冒険する。だが、その世界は夜のままで未来を見出せないアッティリオの心情を表しているかのようでもある。
チャプター1はテーマパーク、チャプター2はその離れにあるお化け屋敷を冒険する。
「ピエロ」や「手品師」といった遊園地ならではの楽しい衣装が多い。
第10章『壁に突き当たった画家』
- ボス：ペインクラーケン

自分の描きたいものが分からなくなったルーシーの物語。絵画のモチーフに溢れ、騙し絵のように複雑に入り組んだ美術館のルーシーの心象世界を冒険する。このステージは内部だけで構成され、ステージ外に落下することがない。入るごとに反転する鏡があり、活用する事で解けなかった仕掛けが解けたりする。
複雑に入り組んだステージに対応が可能かつ、「透視」や「幽体離脱」など奇抜な能力を持つ衣装が多い。
第11章『ヒーローになりたい消防士』
- ボス：ドラゴンハイドラント

ヒーローになるのを胸に秘めるアイスの物語。閉塞感が漂う物悲しいオフィス街であるアイスの心象世界を冒険する。 あちこちが溶岩や炎で燃えており、迂闊に入ってしまうとダメージを喰らうため、息をつく暇もない。
アイスの職業である消防士を連想させるものや火を寄せ付けないもの、金属を思わせる衣装が多い。
第12章『誰からも見えない男』
- ボス：インビジブルフーバー

ゴミを拾い続けるブルースの物語。遺跡の中に近未来的な装置が広がる、時代の冷酷さとブルースの心が混ざり合ったようなブルースの心象世界を冒険する。遺跡の中には赤外線レーザーや動く足場、衝撃波を発生させる石像など様々なトラップが仕掛けられてあり、フロアに入った瞬間にネガティの群れに襲われたりと、一筋縄ではいかない。
「透明人間」「掃除機」といったブルースの心情を体現した衣装が多い。

## 評価・問題点
本作の評価は全体的にかなり悪く、作中の世界観やグラフィックデザイン・音楽などの要素は評価する声もある一方、それらの要素とは裏腹に肝心なゲーム内容が余りにも単調で退屈を感じさせるとして、レビューサイトのMetacriticは本作のスコアを概ね40点程度と低い評価をしており、更に国内外のさまざまなレビューサイトからは「時間を無駄に浪費する」「ゲームデザインが時代遅れで、現代のゲーマーには受け入れられない」など酷評の声が相次いだ。おもに以下の点が指摘されている。
- 作中のゲームの操作説明の不足
- ストーリーの説明の完全な欠如
- 起伏の少ないストーリー展開
- ワールドが広く、単調な移動操作を強いられる
- 特定のボタンを押すだけの単調なミニゲーム
- ストーリー進行にミニゲームのパーフェクトクリアが必須な場合がある
- コスチューム毎に操作に制限がかかる（それぞれ各1種類のアクションしかできない）
- コスチュームの変更そのものにも制限がかかる
- 不必要な量のCGムービーの挿入

といった、本作の世界観を台無しにする数々の欠陥が指摘されており、世間からはクソゲー扱いとなっているばかりか、ディレクターの中裕司でさえ「未完成品」と評するクオリティとなってしまった。
また、ディレクターを担当していた中裕司が2022年4月28日のツイッターの投稿にて、『バランワンダーワールド』発売の約半年前にディレクターを解任されていたこと、本件に関しての発信を禁じる業務命令の失効の確認を求める訴訟をスクウェア・エニックスを相手に提起していたことを明らかにするなど、制作時に多くのトラブルに見舞われていたことがうかがえる。